# Rallye Korsika 1973
Die 17. Rallye Korsika war der 13. Lauf zur Rallye-Weltmeisterschaft 1973. Sie fand vom 1. bis zum 2. Dezember in der Region von Ajaccio statt. Von 21 geplanten Wertungsprüfungen wurden acht abgesagt.

## Klassifikationen

### Endergebnis
| Rang | Fahrer               | Co-Pilot           | Auto                     | Zeit (Std./Min./Sek.) | Rückstand Sieger(Std./Min./Sek.) Rückstand V (Min./Sek.) |
| ---- | -------------------- | ------------------ | ------------------------ | --------------------- | -------------------------------------------------------- |
| 1    | Jean-Pierre Nicolas  | Claude Roure       | Alpine-Renault A110 1800 | 5:06:31               | 0:00:00 00:00                                            |
| 2    | Jean-François Piot   | Jean De Alexandris | Alpine-Renault A110 1800 | 5:14:37               | 0:08:06 08:06                                            |
| 3    | Jean-Luc Thérier     | Marcel Callewaert  | Alpine-Renault A110 1800 | 5:18:46               | 0:12:15 04:09                                            |
| 4    | Guy Chasseuil        | Christian Baron    | Ford Escort RS 1600 MKI  | 5:21:33               | 0:15:02 02:47                                            |
| 5    | Francis Serpaggi     | Félix Mariani      | Alpine-Renault A110 1800 | 5:24:37               | 0:18:06 03:04                                            |
| 6    | Jean-Pierre Manzagol | Pierre Alessandri  | Alpine-Renault A110 1800 | 5:27:31               | 0:21:00 02:54                                            |
| 7    | Henri Greder         | Christine Beckers  | Opel Commodore GS/E      | 5:52:11               | 0:45:40 24:40                                            |
| 8    | Gérard Dantan-Merlin | Vincent Laverne    | Porsche 911 Carrera      | 5:54:13               | 0:47:42 02:02                                            |
| 9    | Jean-Claude Lagniez  | Michel Terry       | Alfa Romeo 2000 GTV      | 6:00:06               | 0:53:35 05:53                                            |
| 10   | Yves Evrard          | Gilbert Carraz     | Audi 80                  | 6:17:47               | 1:11:16 17:41                                            |

Insgesamt wurden 22 von 50 gemeldeten Fahrzeuge klassiert.

### Herstellerwertung
| Pos. | Team           | Punkte |
| ---- | -------------- | ------ |
| 1    | Alpine Renault | 147    |
| 2    | Fiat           | 84     |
| 3    | Ford           | 76     |
| 4    | Volvo          | 44     |
| 5    | Saab           | 42     |

Die Fahrer-Weltmeisterschaft wurde erst ab 1979 ausgeschrieben.